# 氯化四乙酸二锝
氯化四乙酸二锝是一种无机化合物，化学式为Tc2(OAc)4Cl，其中OAc−为乙酸根。它可由K3[Tc2Cl8]·2H2O和乙酸反应得到。它是单斜晶系晶体，空间群C2/c，其结构含[Tc2(OAc)4]+和Cl−，其中Cl−为桥联配体，连接两个锝原子。